# Orbcomm
ORBCOMM (NASDAQ: ORBC) é uma empresa estadunidense que fornece hardware, software e serviços de comunicações industriais de internet e máquina a máquina (M2M) projetados para rastrear, monitorar e controlar ativos fixos e móveis através de sua frota de satélites de comunicações em órbita terrestre baixa e rede de telefonia celular.
O sistema de órbita terrestre baixa ORBCOMM foi concebido pela Orbital Sciences Corporation no final da década de 1980. Em 1990, a Orbital entrou com o primeiro pedido de licença do mundo na Comissão Federal de Comunicações dos Estados Unidos para a operação de uma rede de pequenas espaçonaves em órbita terrestre baixa para fornecer serviços globais de satélite de mensagens comerciais e serviços de comunicação de dados por meio do programa ORBCOMM da empresa.